# Напівлистопадні рослини
Напівлистопадні рослини — рослини, які втрачають своє листя лише на дуже короткий час між падінням старого листя та створенням нового. Це явище зустрічається в тропічних і субтропічних деревних видів, наприклад, в Mimosa bimucronata. Напівлистопадними можна також описати деякі дерева, чагарники і рослини які, як правило, втрачають тільки частину свого листя восени/взимку або під час сухого сезону, але можуть втратити все своє листи в особливо холодні осінь/зиму або суворий сухий сезон (посуха).